# Ши Тінмао
Ши Тінмао (кит.: 施廷懋, 31 серпня 1991, Чунцін, Китай) — китайська стрибунка у воду, дворазова олімпійська чемпіонка 2016 року, чотиразова чемпіонка світу.

## Виступи на Олімпіадах
| Олімпіада | Дисципліна                                | Місце |
| --------- | ----------------------------------------- | ----- |
| Ріо 2016  | стрибки з 3-метрового трампліна           | 1     |
| Ріо 2016  | синхронні стрибки з 3-метрового трампліна | 1     |